# Massacre de Račak
Le massacre de Reçak (albanais : Masakra e Reçakut, serbe en écriture cyrillique : Масакр у Рачку, serbe : Masakr u Račku) est un massacre dont sont victimes quarante-cinq Albanais du Kosovo le 15 janvier 1999, pendant la guerre du Kosovo dans le village de Reçak (Račak en serbe, Reçak en albanais), au Kosovo central.
Selon des rapports du Tribunal pénal international pour l'ex-Yougoslavie (TPIY), de l'Organisation pour la sécurité et la coopération en Europe (OSCE) et de Human Rights Watch, l'événement était un massacre délibéré de civils par la police serbe,. Cette version est contestée alors par le gouvernement de la République fédérale de Yougoslavie pour qui les morts étaient des membres de l'Armée de libération du Kosovo (ALK) tués dans un accrochage avec les forces de sécurité de l'État.
Condamné par le Conseil de sécurité des Nations unies, le massacre de Reçak devient une des causes principales de l'ultimatum pour des négociations à Rambouillet puis, celles-ci ayant échoué, du bombardement de la République fédérale de Yougoslavie par l'OTAN . Après la guerre, le massacre est inclus dans l'acte d'accusation du TPIY contre Slobodan Milošević et ses complices. La nature controversée (civile) des victimes du massacre est une cause de dissension entre les deux communautés, au côté de nombreux autres meurtres inter-ethniques subis par les deux camps.
Les conclusions de l'équipe médico-légale de l'Union européenne, dirigée par Helena Ranta sont qu'il s'agit d'un massacre des civils kosovars albanais par la police serbe.

## Paradoxale de la véracité du massacre
Cependant, Helena Ranta déclare plus tard avoir été soumise à des pressions par son propre gouvernement (Finlande) et par William Walker (diplomate américain) pour déclarer que Račak est effectivement un massacre de civils et un crime contre l'humanité. Ainsi, dans une biographie publiée en Finlande en 2008 , elle déclare : 

« Walker voulait que je déclare que les Serbes étaient derrière [le massacre de Račak] afin que la guerre puisse commencer »

— Kaius Niemi, Helena Ranta, Human Mark
"... Il semblerait bien pourtant qu'il n'y ait jamais eu de massacre à Račak. Le 15 janvier, lorsqu'elles donnèrent l'assaut de cette place forte de l'Armée de libération du Kosovo ( UCK ) et d'autres du même genre, comme Belince, Malpoljce ou Petrovo,  les forces serbes étaient accompagnées non seulement d'observateurs invités de l'OSCE, mais aussi d'une équipe de télévision qui filma le déroulement de l'action du début à la fin. De nombreux accrochages eurent lieu ce jour-là entre Serbes et les combattants de l'UCK, la plupart du temps hors des agglomérations, dans les bois environnants. Les forces serbes se replièrent ensuite hors de la zone de combat bien avant le coucher du soleil.  Un peu plus tard, le même jour, le journaliste français Christophe Châtelet arriva à Račak où il rencontra les observateurs de l'OSCE. Aucun d'entre eux ne rapporta le moindre incident pouvant ressembler à un massacre. Mais le lendemain matin, après que l'UCK eut repris position à Račak pendant la nuit, 22 corps furent découverts dans un fossé aux abords du village, et au moins 18 de plus en différents endroits dans le village même. Pourquoi les Serbes n'avaient-ils pas fait retirer ou enterrer les corps la veille, alors qu'ils étaient encore sur le terrain, en opération ? Pourquoi les observateurs de l'OSCE et l'équipe de télévision n'ont-ils pas rapporté de tels faits ? Personne n'a jamais réellement fait la lumière là-dessus et les membres de l'OSCE n'ont jamais été autorisés à aborder le sujet en public" .
Voir : Plan Fer-à-cheval

## Déroulement des événements
« (…) tôt dans la matinée, le village de Racak (municipalité de Stimlje/Shtime) est attaqué par les forces de la République fédérale de Yougoslavie et Serbie. Après un bombardement d'artillerie par des unités de l'Armée de Yougoslavie, la police serbe entre dans le village plus tard dans la matinée et commence une fouille de celui-ci maison par maison. Les villageois qui tentent de fuir la police serbe sont abattus dans le village. Un groupe de 25 hommes tente de se cacher dans un bâtiment mais est découvert par la police serbe. Ils sont battus et ensuite emmenés dans une colline proche, où les policiers ouvrent le feu et les tuent. En tout, les forces de la République fédérale de Yougoslavie et Serbie ont tué environ 45 Albanais du Kosovo à l'intérieur et autour de Racak. »

— Acte d'accusation de Slobodan Milosevic par le Tribunal pénal international pour l'ex-Yougoslavie (TPIY)
La liste des victimes dressée par le TPIY inclut deux femmes, un enfant de 13 ans et deux hommes âgés.
D'après des villageois témoins, après l'élimination par les forces serbes de huit gardes de l'Armée de libération du Kosovo, la plupart des victimes civiles a été tuée à bout portant d'une balle dans la tête ou dans la nuque, et l'une d'entre elles de 62 ans a été décapitée devant sa maison. Plusieurs membres de certaines familles ont été tués. Les policiers avaient le visage masqué et, selon des témoins, chantaient lors du massacre. Lorsque les observateurs de l'OSCE, qui ne sont pas armés et dont le poste est à deux kilomètres en surplomb du village, appellent Belgrade pour faire cesser l'intervention, on leur répond qu'il s'agit d'une opération de police à la suite de la mort de trois policiers serbes tués dans la région la semaine précédente. Les forces serbes se replient à 17 h. Les médias serbes annoncent que 15 terroristes albanais ont été tués par la force de sécurité.

## Les suites
Le lendemain, l'OSCE inspecte le village et constate que certains civils ont été mutilés. D'après le général Walker, chef de l'OSCE, une vingtaine d'entre eux a été tuée d'une balle dans la tête ou dans la nuque. L'OSCE accuse le haut de la chaîne de commandement serbe d'avoir organisé le massacre. Deux jours après, Louise Arbour, la procureur du Tribunal pénal international pour l'ex-Yougoslavie, est refoulée à la frontière lorsqu'elle veut enquêter sur les lieux. Le même jour, la police serbe lourdement armée retourne à Račak sous le feu de l'ALK et reprend les corps des victimes pour les emmener à Pristina pour être autopsiés. Le 19 janvier le Conseil de sécurité des Nations unies condamne le massacre.
Deux expertises en médecine légale sont réalisées. Une première par une équipe serbe et biélorusse, le 19 janvier, alors que le TPIY veut que les premiers enquêteurs soient de l'Union européenne. L'enquête conclut qu'aucun des corps ne porte des traces d'exécution, qu'il ne s'agit pas d'un massacre et que les corps ont été mutilés a posteriori pour faire croire à une exécution, ce qui aurait induit William Walker de l'OSCE en erreur. La deuxième équipe menée par des Finlandais critique l'analyse prématurée, selon eux, de l'équipe biélorusse et serbe. Le fait que les corps aient été déplacés et l'absence d'une procédure normale qui éviterait les contaminations, ainsi que l'utilisation de la méthode de paraffine pour déceler les traces de poudre sur les mains des morts est en effet considérée comme obsolète par Interpol depuis 1968. Elle constate que les victimes portent des vêtements civils, qu'au vu des impacts des balles et des blessures, ceux-ci n'ont pas été changés, ainsi que l'absence de signes de falsification ou de mutilation post mortem. L'équipe conclut qu'elle ne peut pas à elle seule confirmer qu'il s'agit d'un massacre et confirmer si les victimes sont mortes ou non dans une bataille et qu'il faut recouper avec des interrogatoires de témoins.

## Controverse
Fin janvier 1999, les États-Unis affirment avoir intercepté et enregistré des conversations téléphoniques prouvant le rôle du gouvernement yougoslave dans le massacre. Selon le Washington Post, ces enregistrements auraient montré que le Premier ministre serbe Nikola Šainović (en) et le ministre de l'Intérieur serbe Sreten Lukić (en) s'étaient inquiétés des réactions à l'assaut sur Račak et avaient discuté de la manière dont on pouvait mettre cela en scène comme une attaque des troupes gouvernementales contre l'UÇK. Šainović aurait également donné l'ordre que le procureur du TPIY Louise Arbour ne soit pas admise dans le pays. Par la suite, le TPIY, a enregistré l'événement comme un crime de guerre, pour lequel le Procureur a inculpé le président yougoslave Slobodan Milošević et ses complices,.
Dès janvier 1999, des correspondants locaux de grands journaux comme Le Figaro ou Le Monde ont émis des doutes sur la version de William Walker,. Plusieurs gouvernements, dont l’Allemagne et l’Italie, auraient même demandé à l'OSCE de renvoyer William Walker, à la lumière d'informations reçues de contrôleurs de l'OSCE au Kosovo selon lesquelles les corps de Racak « n’étaient pas — comme le prétend Walker — des victimes d’un massacre serbe de civils » mais ceux de combattants de l'UCK tués au combat,.
Un observateur américain arrivé le jour même sur les lieux et qui témoigne anonymement dément la thèse de la mise en scène. Il raconte que de nombreuses douilles et chargeurs ont été récupérés par les observateurs américains, ce qui peut expliquer la polémique liée à leur faible nombre trouvé sur les lieux du massacre, que de nombreux corps avait été déplacés par les familles afin de les ramener dans leur maison, et que de nombreux combattants de l'UCK avaient de la famille à Racak et avaient emmené les corps de neuf de leurs compagnons d'arme tués en même temps que les civils.
Le 1er février 1999, la journaliste serbe de l'IWPR (en) et travaillant pour Human Rights Watch, Gordana Igrić, ayant recueilli sur place les témoignages des familles, raconte qui étaient les victimes, et où et comment leurs assassins les ont enlevées, battues et assassinées :
« E.B., femme de 40 ans, est assise sur le plancher près d'un âtre, cachée dans une maison, et ne sait plus quoi faire de sa vie. Halim, son fils de 12 ans, a été tué à ses côtés, alors qu'ils couraient… pour se réfugier dans une forêt. Son mari, Ryza, et Zejnel, un autre membre de la famille, ont été tués.
« Ils étaient plus de 40, en uniformes bleus de la police », raconte-t-elle.
« Ils se tenaient en groupe sur la colline au-dessus de notre maison ; ils ont crié quelque chose et ont fait des signes. Ils ont tiré aussitôt que nous eûmes quitté notre cachette pour entrer dans la cour. Halim m'a crié de m'en aller. Puis il est tombé. La balle l'avait touché au cou. Ce matin-là, nous n'avions même pas eu le temps de nous habiller et il avait encore les pieds nus, retenant son pantalon avec les mains » ».
Le 10 mars 2001, dans un entretien à NRC Handelsblad, le médecin Helena Ranta qui était responsable de l’équipe finlandaise de légistes chargée d'enquêter sur place sur les causes de la mort des victimes, lève l'ambiguïté qu'elle avait pu causer par des déclarations antérieures, en disant :
« Nous n'avons trouvé aucune raison de penser qu'il ne s'agissait pas de civils désarmés. »
Elle explique aussi son attitude antérieure en affirmant qu'« elle avait fait exprès de laisser le résumé dans le vague. Maintenant, elle est prête à expliquer ce que celui-ci voulait dire. Il fallait que personne ne puisse dire qu'elle n'avait rassemblé aucune preuve — mais pour ce qui est d'en tirer des conclusions, c'était le travail des juges au Tribunal. Son travail à elle, c'était d'éliminer les hypothèses. Or, du scénario serbe, il n'était plus rien resté ».
D'après le Helsingin Sanomat, le plus grand quotidien finlandais, et le journal BI (ex-Balkans Info), promoteur des thèses serbes, elle aurait témoigné dans une biographie publiée en octobre 2008 qu'elle avait été soumise à des pressions de la part de William Walker, chef de la mission de l'OSCE, ainsi que du ministère des Affaires étrangères finlandais, pour lever l'ambiguïté sur la culpabilité criminelle des Serbes, ce qu'elle aurait alors refusé.
Le 29 novembre 2011 Vuk Drašković, dirigeant du parti nationaliste SPO, qui faisait partie du gouvernement yougoslave en 1999, témoigne sur la radio de Belgrade B92 qu'« avant le bombardement de l'OTAN… il avait su ce qui se préparait pour le Kosovo, et qu'il avait compris que le régime d'alors entendait que le Kosovo soit la victime sacrificielle pour que lui puisse rester au pouvoir… il avait présenté à Milošević un plan qui promettait la souveraineté [sur] le Kosovo, avec un degré élevé d'autonomie pour les Albanais ; or… celui-ci l'avait rejeté.
Il m'a répondu ce qui suit :
Tu y es très lié, à ce Kosovo. Comment ne comprenez-vous pas que celui-ci est une pierre autour du cou de la Serbie, et que nous devons nous en débarrasser ? Il faut qu'il s'en aille. Et voilà une occasion pour qu'il parte… nous allons rejeter toutes les offres et provoquer l'OTAN pour qu'ils nous bombardent le Kosovo ».
Ce témoignage corrobore celui de Ratomir Tanić, négociateur officieux de Milošević avec les Kosovars, qui disait le 7 mars 2001 à Radio Europe Libre :
« Nous avions déjà eu des négociations entre les Serbes et les Albanais, auxquelles avait participé y compris la communauté internationale et où on s'était mis d'accord en principe sur une solution politique… Cette solution politique avait été versée à l'accord Milošević-Holbrooke… Mais Milošević, il lui fallait une guerre ».